# Aldeanueva de Santa Cruz
Aldeanueva de Santa Cruz – gmina w Hiszpanii, w prowincji Ávila, w Kastylii i León, o powierzchni 8,48 km². W 2011 roku gmina liczyła 136 mieszkańców.